# قرار مجلس الأمن التابع للأمم المتحدة رقم 942
قرار مجلس الأمن التابع للأمم المتحدة رقم 942، المتخذ في 23 أيلول / سبتمبر 1994، بعد إعادة تأكيد جميع القرارات المتعلقة بالحالة في البوسنة والهرسك، عزز المجلس التدابير المتعلقة بالمناطق الآمنة الخاضعة لسيطرة القوات الصربية البوسنية.
أراد مجلس الأمن حل النزاع في يوغوسلافيا السابقة من خلال المفاوضات مع الحفاظ على السلامة الإقليمية لبلدان المنطقة. وكان حزب صرب البوسنة قد رفض قبول تسوية إقليمية مقترحة وأدين ذلك. وذكر أن جميع التدابير المعتمدة في هذا القرار والقرارات السابقة قد فُرضت للمساهمة في حل تفاوضي.
وأبدى المجلس، بموجب الفصل السابع من ميثاق الأمم المتحدة، موافقته على التسوية الإقليمية، وقبولها من جميع الأطراف باستثناء حزب صرب البوسنة، وهو الأمر الذي أدانه المجلس. طُلب من جميع الأطراف الالتزام بوقف إطلاق النار المتفق عليه في 8 يوليو 1994 ووقف الأعمال العدائية.
تم تعزيز الإجراءات الأمنية في المناطق الخاضعة لسيطرة حزب صرب البوسنة. وتقرر أن تمتنع جميع الدول عن إجراء محادثات سياسية مع الحزب حتى يوافق على المقترحات. بالإضافة إلى ذلك، تم توجيه جميع الدول إلى:
(أ) حظر الأنشطة الاقتصادية التي تمتلكها أو تسيطر عليها قوات صرب البوسنة في أراضيها، باستثناء تقديم المساعدة الإنسانية والمواد الغذائية التي يتم إخطار اللجنة المنشأة بموجب القرار 724 (1992)؛
(ب) تجميد أموال قوات صرب البوسنة؛
(ج) منع تقديم الخدمات باستثناء الاتصالات السلكية واللاسلكية أو البريد أو الخدمات القانونية أو الخدمات المرخصة من قبل حكومة البوسنة والهرسك؛
(د) فرض حظر سفر على المسؤولين من صرب البوسنة ومن يتصرفون نيابة عن هذه السلطات؛
(هـ) منع حركة المرور النهري من دخول الموانئ الخاضعة لسيطرة قوات صرب البوسنة، ما لم يُسمح بذلك على أساس كل حالة على حدة؛
(و) منع تحويل المنافع من المناطق الخاضعة لسيطرة صرب البوسنة إلى مناطق أخرى، بما في ذلك المناطق المحمية من قبل الأمم المتحدة في كرواتيا .
ولن تنطبق الأحكام على قوة الأمم المتحدة للحماية، أو المؤتمر الدولي المعني بيوغوسلافيا السابقة أو بعثة مراقبة الجماعة الأوروبية، وستتم مراجعتها كل أربعة أشهر في حالة قبول الطرف الصربي البوسني للمقترحات. وأخيراً، صدرت تعليمات للأمين العام بطرس بطرس غالي بتقديم المساعدة للجنة.
تم اعتماد القرار بأغلبية 14 صوتاً وامتناع الصين عن التصويت.

## روابط خارجية
- نص القرار في undocs.org